# کپک خاکستری
کپک خاکستری نوعی قارچ بیماری‌زای مرده‌خوار است که بر بسیاری از گونه‌های گیاهی و محصولات انباری عمل می‌کند. این قارچ باعث ایجاد دو نوع پوسیدگی در انگور می‌شود. اولی پوسیدگی خاکستری، نتیجه رطوبت مداوم است و معمولاً منجر به از بین رفتن محصول می‌شود. دوم، پوسیدگی مطلوب، زمانی اتفاق می‌افتد که شرایط خشک‌تری پس از رطوب فراهم شود و می‌توان از آن برای تهیه شراب‌های دسر شیرین همانند توکایی استفاده کرد.
قارچ عامل این بیماری در گیاه پوشش خاکستری سست و شکننده‌ای به وجود می‌آورد. در ابتدا به صورت لکه‌هایی بر روی میوه‌ها ایجاد می‌شود و از طریق نفوذ به بافت میوه‌ها و گیاهان و استفاده از شیرآبه و شیره آنها تغذیه و رشد می‌کند.

## آفت‌کش
برای مبارزه با این بیماری، استفاده از قارچ‌کش‌های سمی بردوفیکس و سموم سولفوره مناسب است و باید تمام بقایای گیاهی پای درختان جمع‌آوری و سوزانده شود؛ در باغات و انبار داری‌ها تهویه مناسب از طریق هرس و فاصله گذاری رعایت و بهداشت و رطوبت محیط حفظ شود، چون قارچ‌های ساپروفیت از طریق تغذیه از بقایا و هر آنچه در محیط اطراف وجود دارد در شرایط رطوبت بالا سریعاً تکثیر و رشد میابند.

## آفت لاله
کپک خاکستری بر روی گلبرگ‌های گل لاله به رنگ سبز دیده می‌شود و باعث از ریخت افتادن گلبرگ و به وجود آمدن تداخل و بی‌نظمی رنگی در گلبرگ می‌شود. این کپک بر روی ساقه نیز از رنگ سبز به رنگ سیاه تغییر رنگ داده، دیده می‌شود.